# Welsh League Cup 2024-2025
La Welsh League Cup 2024-2025, anche nota come Nathaniel MG Cup 2024-2025 per motivi di sponsorizzazione, è stata la 33ª edizione della Coppa di lega del Galles, iniziata il 19 luglio 2024 e che terminata il 28 febbraio 2025 con la finale.
La squadra campione in carica era il The New Saints, che si è riconfermata vincendo la sua decima coppa di lega.

## Squadre partecipanti
Alla competizione partecipano le seguenti squadre:
- Le 12 squadre di Welsh Premier League
- Le 16 squadre di Cymru North
- Le 16 squadre di Cymru South
- Quattro squadre militanti nella piramide calcisitica inglese: Swansea City, Cardiff City, Merthyr Town e Newport County.[1]

## Primo turno
Il sorteggio per il primo turno è stato effettuato il 19 giugno 2024.

### Zona nord
| Squadra 1           | Risultato | Squadra 2         |
| ------------------- | --------- | ----------------- |
| 19 luglio 2024      |           |                   |
| Llay Welfare        | 3 − 1     | Denbigh Town      |
| Flint Mountain      | 0 − 3     | Gresford Athletic |
| Ruthin Town         | 2 − 1     | Bangor 1876       |
| 20 luglio 2024      |           |                   |
| Penrhyncoch         | 0 − 3     | Guilsfield        |
| Caersws             | 0 − 1     | Holywell Town     |
| Buckley Town        | 5 − 1     | Prestatyn Town    |
| Llandudno           | 3 − 0     | Newport County    |
| 21 luglio 2024      |           |                   |
| Airbus UK Broughton | 3 − 2     | Mold Alexandra    |

### Zona sud
| Squadra 1             | Risultato       | Squadra 2               |
| --------------------- | --------------- | ----------------------- |
| 19 luglio 2024        |                 |                         |
| Taff's Well           | 1 − 3           | Merthyr Town            |
| Afan Lido             | 1 − 3           | Cardiff City            |
| 20 luglio 2024        |                 |                         |
| Cwmbran Celtic        | 2 − 3           | Trethomas Bluebirds     |
| Caerau (Ely)          | 2 − 1           | Trefelin                |
| Penrhiwceiber Rangers | 1 − 4           | Goytre Utd              |
| Carmarthen Town       | 2 − 1           | Cambrian & Clydach Vale |
| Llantwit Major        | 2 − 0           | Newport                 |
| 21 luglio 2024        |                 |                         |
| Baglan Dragons        | 1 − 1 (5-3 dtr) | Swansea City            |

## Secondo turno

### Zona nord
| Squadra 1         | Risultato       | Squadra 2           |
| ----------------- | --------------- | ------------------- |
| Buckley Town      | 0 − 3           | Connah's Q.N.       |
| TNS               | 5 − 1           | Flint Town Utd      |
| Llandudno         | 2 − 2 (4-2 dtr) | Guilsfield          |
| Gresford Athletic | 1 − 4           | Airbus UK Broughton |
| Ruthin Town       | 0 − 1           | Bala Town           |
| Colwyn Bay        | 0 − 2           | Aberystwyth Town    |
| Newtown           | 2 − 2 (1-3 dtr) | Caernarfon Town     |
| Holywell Town     | 3 − 1           | Llay Welfare        |

### Zona sud
| Squadra 1              | Risultato       | Squadra 2                       |
| ---------------------- | --------------- | ------------------------------- |
| Briton Ferry Llansawel | 0 − 3           | Penybont                        |
| Cardiff City           | 3 − 1           | Pontypridd                      |
| Trethomas Bluebirds    | 3 − 1           | Baglan Dragons                  |
| Carmarthen Town        | 0 − 5           | Haverfordwest County            |
| Merthyr Town           | 2 − 0           | Ammanford                       |
| Goytre Utd             | 3 − 2           | Caerau (Ely)                    |
| Llantwit Major         | 2 − 3           | Cardiff Metropolitan University |
| Barry Town Utd         | 1 − 1 (5-3 dtr) | Llanelli Town                   |

## Terzo turno

### Zona nord
| Squadra 1           | Risultato | Squadra 2        |
| ------------------- | --------- | ---------------- |
| Connah's Q.N.       | 3 − 2     | Caernarfon Town  |
| Airbus UK Broughton | 0 − 1     | TNS              |
| Bala Town           | 2 − 0     | Aberystwyth Town |
| Aberystwyth Town    | 3 − 2     | Llandudno        |

### Zona sud
| Squadra 1                       | Risultato | Squadra 2            |
| ------------------------------- | --------- | -------------------- |
| Cardiff City                    | 2 − 1     | Merthyr Town         |
| Cardiff Metropolitan University | 9 − 1     | Goytre Utd           |
| Penybont                        | 1 − 0     | Haverfordwest County |
| Trethomas Bluebirds             | 1 − 4     | Barry Town Utd       |

## Quarti di finale

### Zona nord
| Squadra 1     | Risultato | Squadra 2        |
| ------------- | --------- | ---------------- |
| Connah's Q.N. | 1 − 2     | Aberystwyth Town |
| TNS           | 3 − 1     | Bala Town        |

### Zona sud
| Squadra 1      | Risultato | Squadra 2                       |
| -------------- | --------- | ------------------------------- |
| Barry Town Utd | 3 − 2     | Penybont                        |
| Cardiff City   | 3 − 2     | Cardiff Metropolitan University |

## Semifinali
| Squadra 1        | Risultato       | Squadra 2    |
| ---------------- | --------------- | ------------ |
| Aberystwyth Town | 1 − 1 (4-1 dtr) | Cardiff City |
| Barry Town Utd   | 1 − 2           | TNS          |

## Finale
| Arbitro: | Jones |

|  |           |          |
|  | Marcatori | 49’ Oteh |